# Leichtathletik-Europameisterschaften 2010/Stabhochsprung der Männer

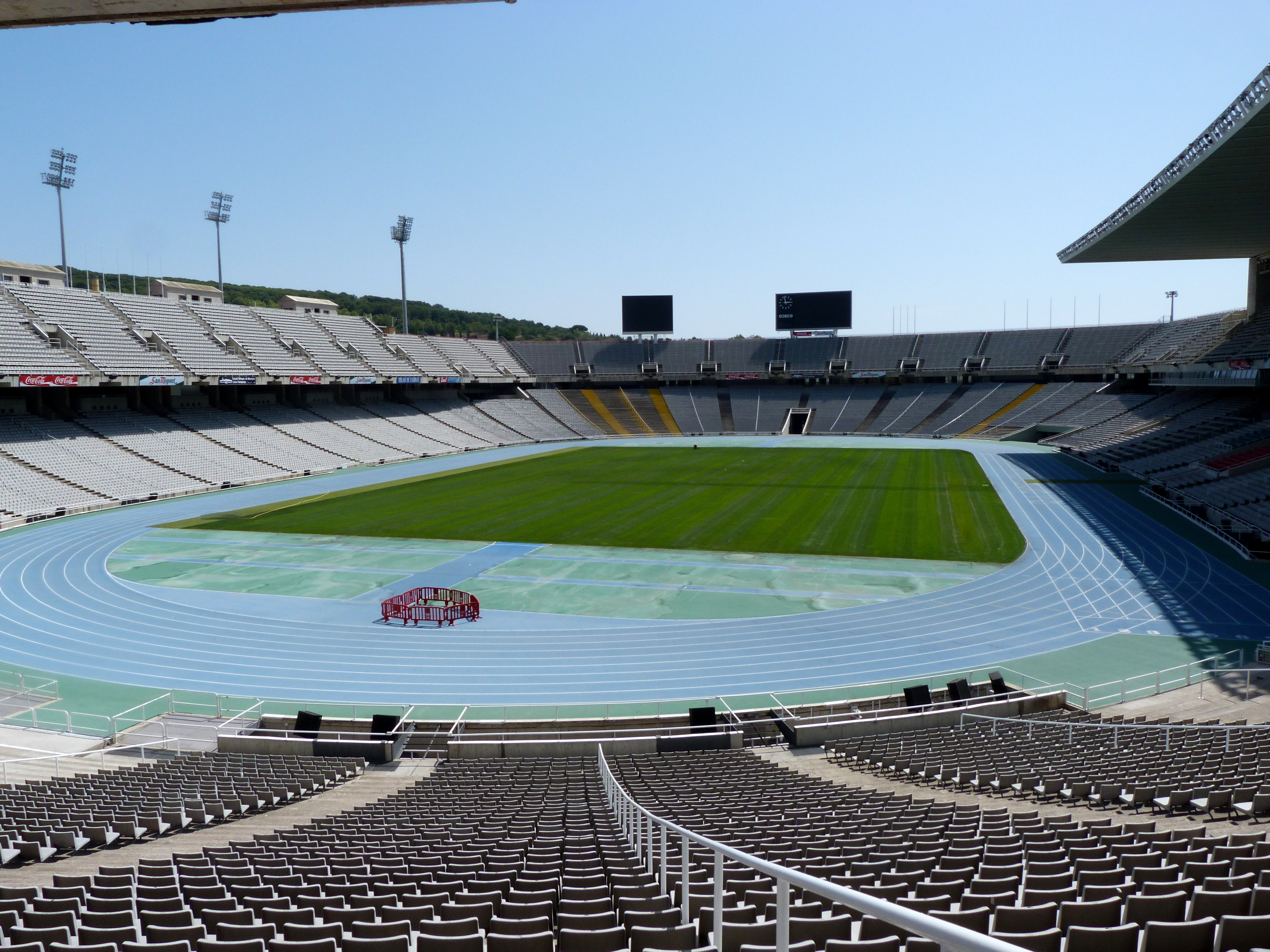
Das Olympiastadion Estadi Olímpic Lluís Companys
Barcelona im Jahr 2012

Der Stabhochsprung der Männer bei den Leichtathletik-Europameisterschaften 2010 wurde am 29. und 31. Juli 2010 im Olympiastadion Estadi Olímpic Lluís Companys der spanischen Stadt Barcelona ausgetragen.
Auf den ersten drei Plätzen wiederholte sich exakt das Resultat der Weltmeisterschaften 2009. Europameister wurde der amtierende Weltmeister Renaud Lavillenie aus Frankreich. Er gewann vor dem ukrainischen Vizeweltmeister Maksym Masuryk. Bronze ging an den Polen Przemysław Czerwiński.

## Bestehende Rekorde
| Weltrekord           | 6,14 m | Serhij Bubka     | Sestriere, Italien    | 31. Juli 1994   |
| Europarekord         | 6,14 m | Serhij Bubka     | Sestriere, Italien    | 31. Juli 1994   |
| Meisterschaftsrekord | 6,00 m | Rodion Gataullin | EM Helsinki, Finnland | 12. August 1994 |

Der bestehende EM-Rekord wurde bei diesen Europameisterschaften nicht erreicht. Am höchsten sprang der französische Europameister Renaud Lavillenie im Finale mit 5,85 m, womit er fünfzehn Zentimeter unter dem Rekord blieb. Zum Welt- und Europarekord fehlten ihm 29 Zentimeter.

## Legende
Kurze Übersicht zur Bedeutung der Symbolik – so üblicherweise auch in sonstigen Veröffentlichungen verwendet:
| NM  | keine Höhe (no mark)  |
| ogV | ohne gültigen Versuch |
| –   | verzichtet            |
| o   | übersprungen          |
| x   | ungültig              |

## Qualifikation
29. Juli 2010, 10:15 Uhr
29 Teilnehmer traten in zwei Gruppen zur Qualifikationsrunde an. Die Qualifikationshöhe für den direkten Finaleinzug betrug 5,65 m. Acht Athleten übertrafen diese Marke (hellblau unterlegt). Das Finalfeld wurde mit den vier nächstplatzierten Sportlern auf zwölf Springer aufgefüllt (hellgrün unterlegt). So mussten schließlich im spätestens zweiten Versuch übersprungene 5,60 m für die Finalteilnahme erbracht werden.

### Gruppe A

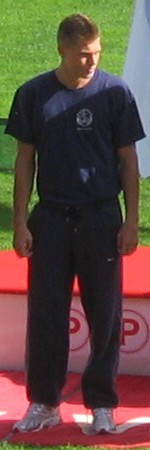
In Gruppe A Eemeli Salomäki scheiterte mit 5,60 m, weil er für diese Höhe einen Versuch zu viel benötigte
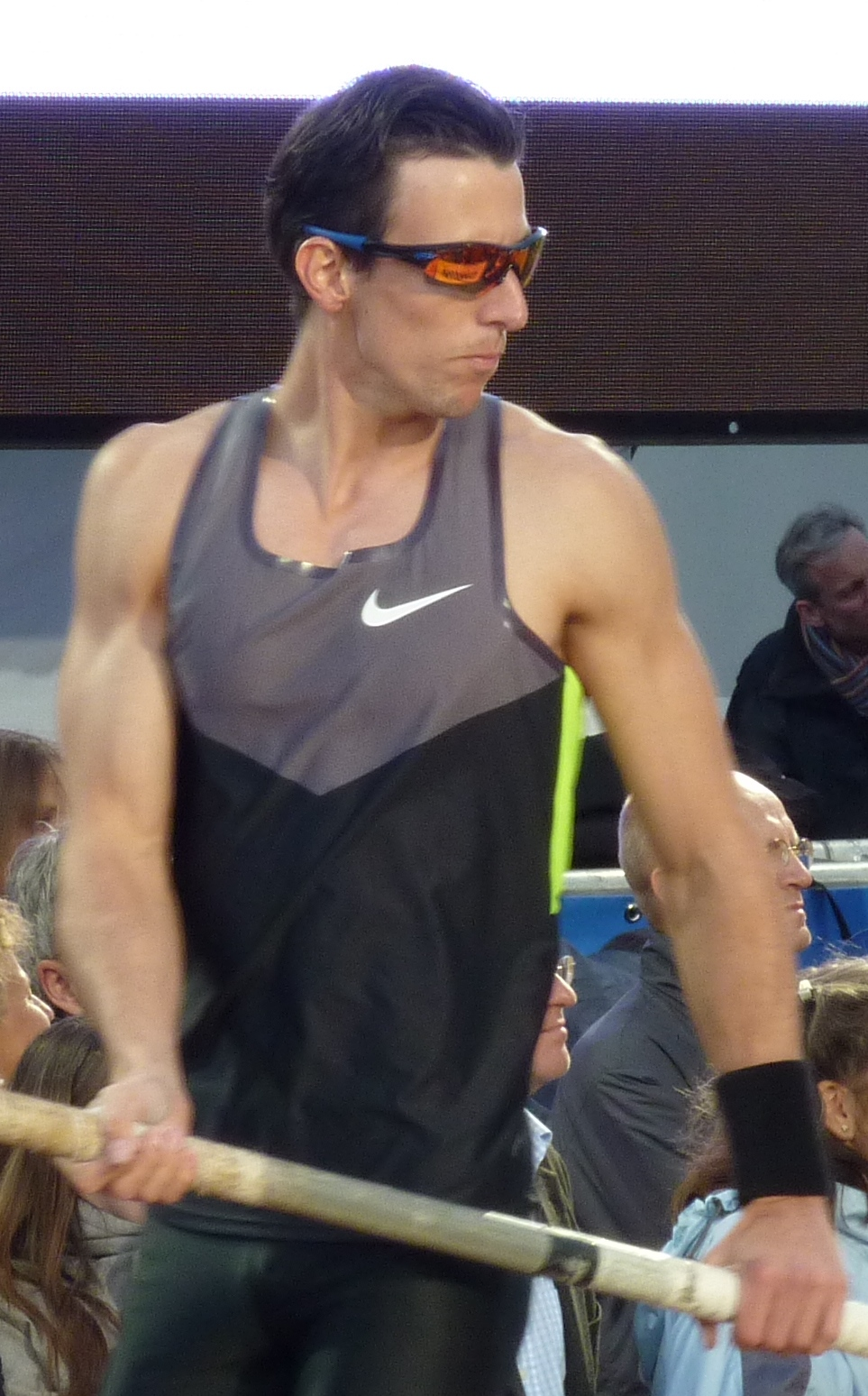
Malte Mohr erreichte in Gruppe A mit seinen 5,50 m nicht das Finale
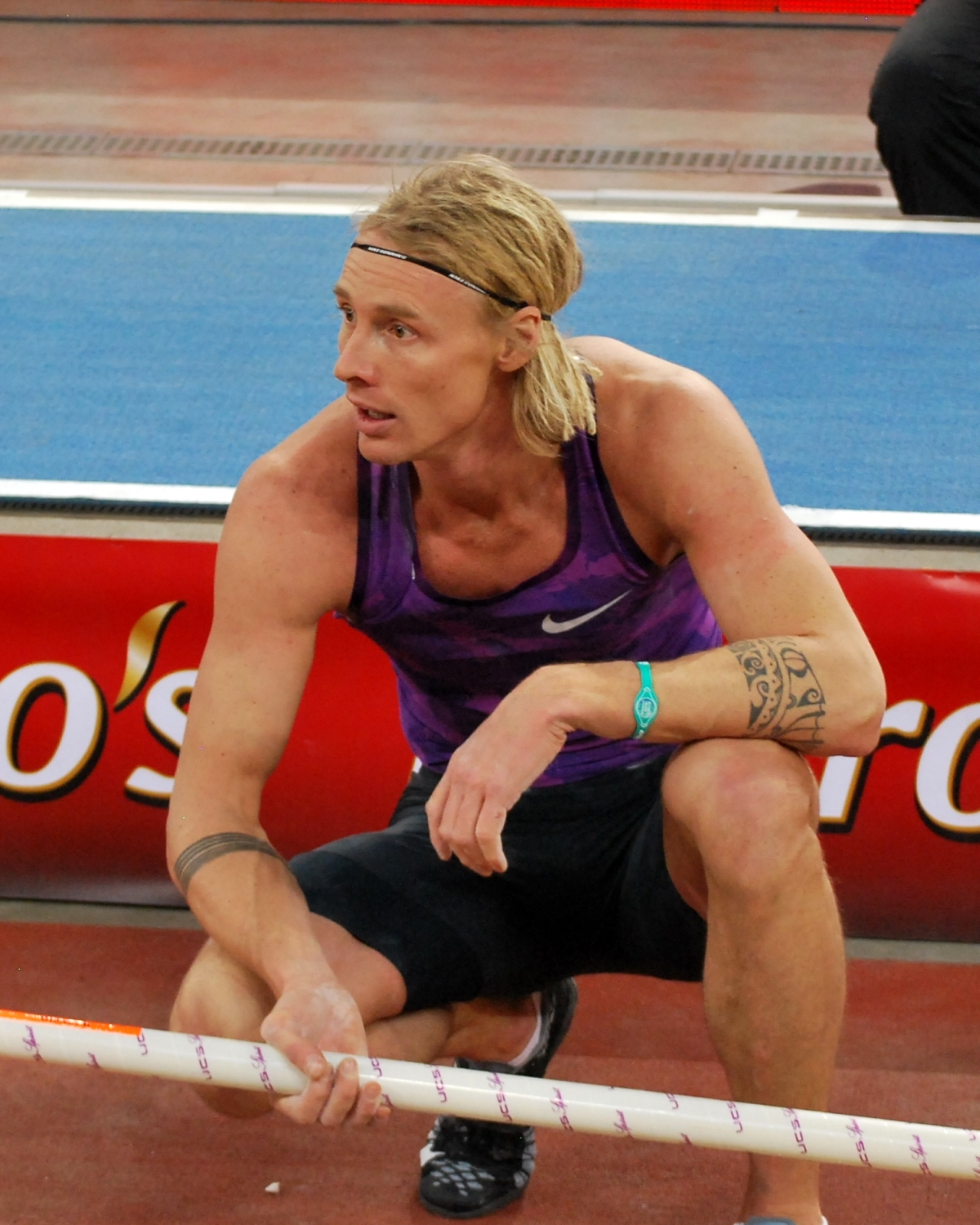
In Gruppe B erreichte Michal Balner seine 5,60 m im dritten Versuch und hatte damit einen Fehlversuch zu viel für die Finalqualifikation

| Platz | Name                     | Nation      | Resultat (m) | 5,10 m | 5,30 m | 5,40 m | 5,50 m | 5,60 m | 5,65 m |
| 1     | Giuseppe Gibilisco       | Italien     | 5,65         | –      | –      | –      | o      | o      | o      |
| 2     | Jan Kudlička             | Tschechien  | 5,65         | –      | xxo    | –      | xo     | xo     | o      |
| 3     | Renaud Lavillenie        | Frankreich  | 5,65         | –      | –      | o      | –      | o      | xo     |
| 3     | Łukasz Michalski         | Polen       | 5,65         | –      | –      | o      | –      | o      | xo     |
| 5     | Fabian Schulze           | Deutschland | 5,65         | –      | –      | x–     | xo     | xxo    | xo     |
| 6     | Przemysław Czerwiński    | Polen       | 5,60         | –      | o      | –      | xo     | o      | xxx    |
| 7     | Dmitri Starodubzew       | Russland    | 5,60         | –      | xo     | –      | xo     | o      | xxx    |
| 8     | Eemeli Salomäki          | Finnland    | 5,60         | –      | o      | xo     | o      | xxo    | xxx    |
| 9     | Jure Rovan               | Slowenien   | 5,50         | –      | xxo    | –      | o      | xxx    |        |
| 10    | Malte Mohr               | Deutschland | 5,50         | –      | –      | –      | xo     | –      | xxx    |
| 11    | Rasmus Wejnold Jørgensen | Dänemark    | 5,50         | o      | o      | o      | xxo    | xxx    |        |
| 12    | Robbert-Jan Jansen       | Niederlande | 5,50         | –      | xo     | xo     | xxo    | xxx    |        |
| 13    | Yevgeniy Olkhovskiy      | Israel      | 5,30         | o      | xo     | xxx    |        |        |        |
| NM    | Denys Jurtschenko        | Ukraine     | ogV          | –      | –      | xxx    |        |        |        |
| NM    | Igor Bychkov             | Spanien     | ogV          | –      | xxx    |        |        |        |        |

### Gruppe B

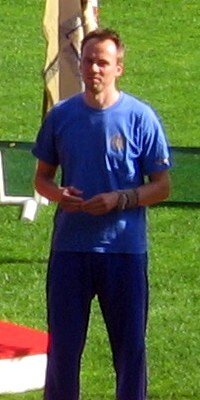
Vesa Rantanen übersprang in Gruppe B 5,50 m, was für die Finalteilnahme zu wenig war
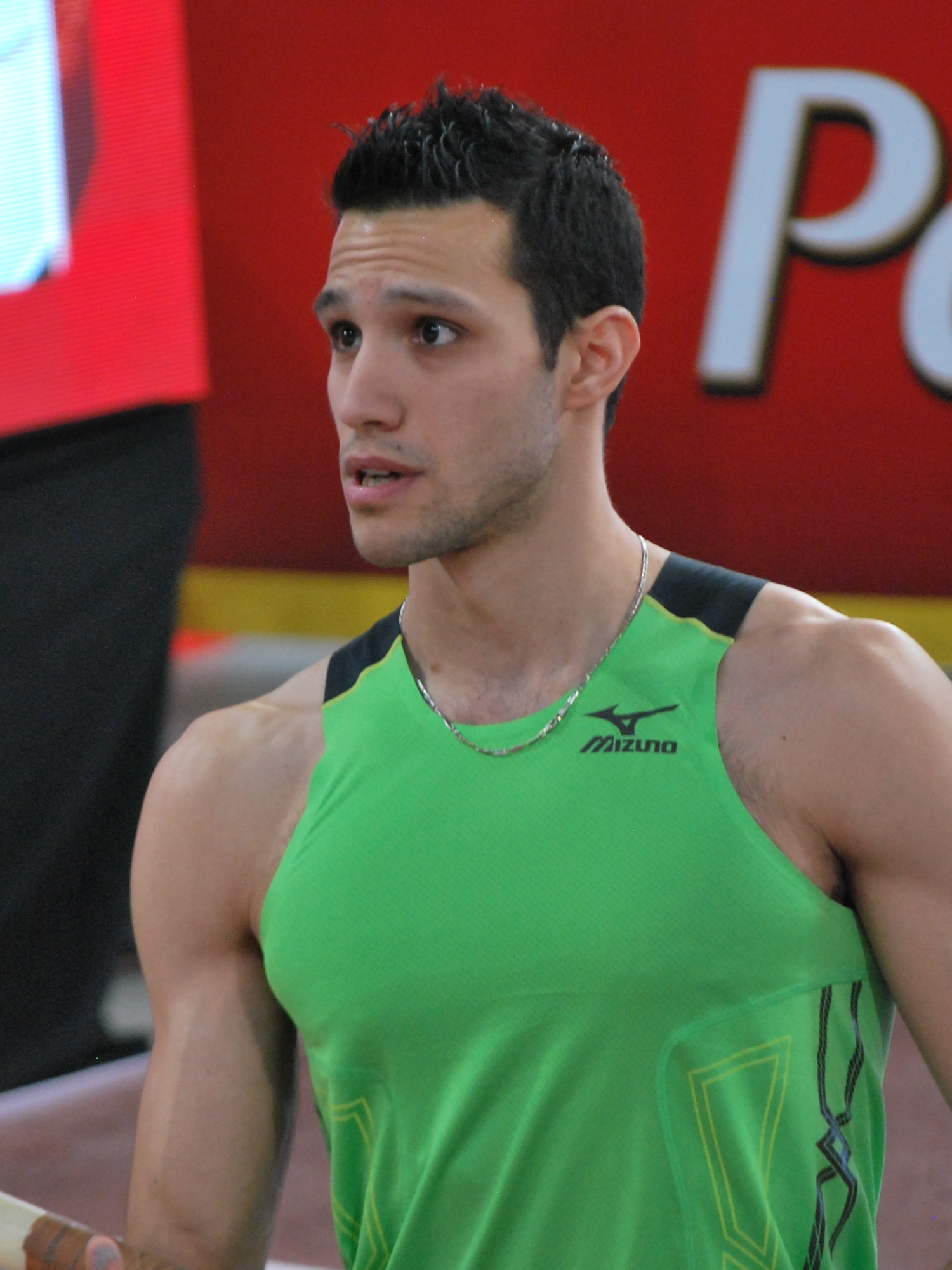
Mit 5,40 m scheiterte Konstadínos Filippídis in Gruppe B wie bereits vier Jahre zuvor in der Vorrunde
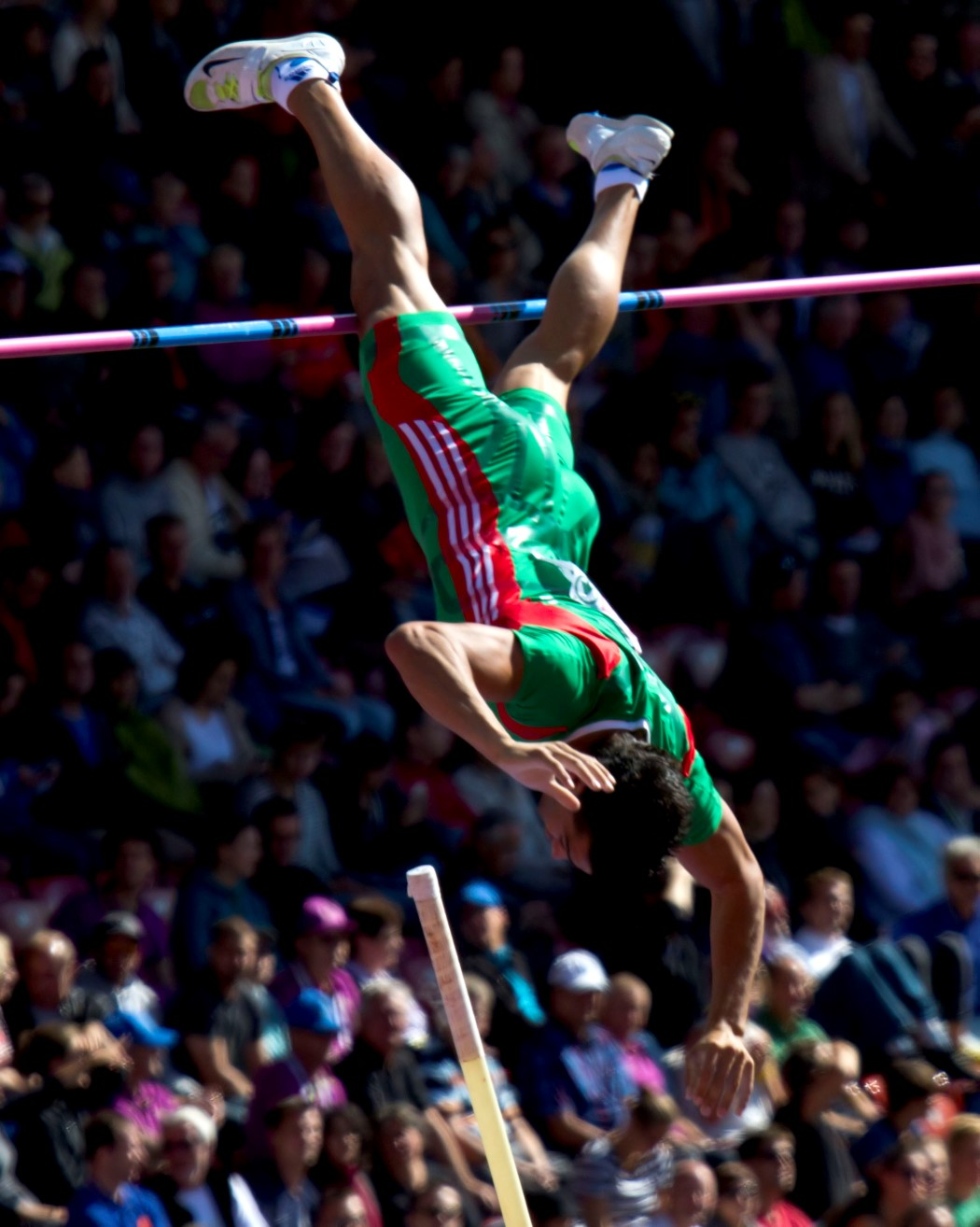
Mit 5,10 m hatte Edi Maia in Gruppe B keine Chance zum Erreichen des Finales

| Platz | Name                   | Nation       | Resultat (m) | 5,10 m | 5,30 m | 5,40 m | 5,50 m | 5,60 m | 5,65 m |
| 1     | Maksym Masuryk         | Ukraine      | 5,65         | –      | –      | o      | o      | xo     | o      |
| 2     | Raphael Holzdeppe      | Deutschland  | 5,65         | –      | –      | –      | xxo    | –      | xo     |
| 2     | Romain Mesnil          | Frankreich   | 5,65         | –      | –      | –      | o      | xxo    | xo     |
| 4     | Damiel Dossévi         | Frankreich   | 5,60         | –      | –      | –      | o      | o      | xxx    |
| 5     | Mateusz Didenkow       | Polen        | 5,60         | –      | o      | –      | o      | xo     | xxx    |
| 6     | Michal Balner          | Tschechien   | 5,60         | –      | –      | xo     | o      | xxo    | xxx    |
| 7     | Giorgio Piantella      | Italien      | 5,50         | –      | xxo    | xo     | o      | xxx    |        |
| 8     | Vesa Rantanen          | Finnland     | 5,50         | –      | o      | o      | xo     | xxx    |        |
| 9     | Leonid Kiwalow         | Russland     | 5,40         | o      | –      | o      | xxx    |        |        |
| 9     | Konstadínos Filippídis | Griechenland | 5,40         | o      | o      | o      | xxx    |        |        |
| 11    | Brian Mondschein       | Israel       | 5,30         | o      | o      | xxx    |        |        |        |
| 12    | Spas Buhalov           | Bulgarien    | 5,30         | –      | xxo    | –      | xxx    |        |        |
| 13    | Edi Maia               | Portugal     | 5,10         | o      | xxx    |        |        |        |        |
| NM    | Alexander Gripitsch    | Russland     | ogV          |        |        |        |        |        |        |

## Finale

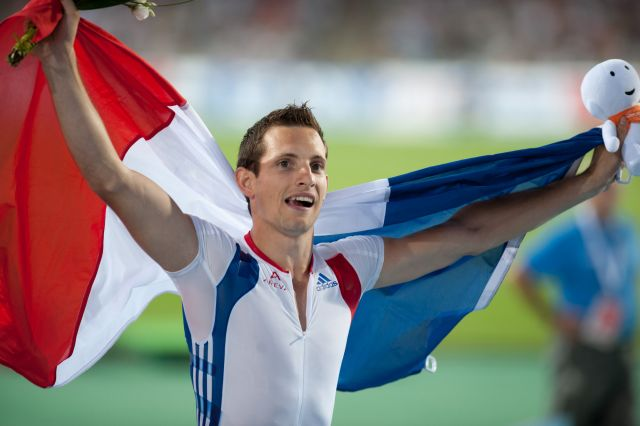
Renaud Lavillenie – im Vorjahr Weltmeister
und nun Europameister

31. Juli 2010, 18:00 Uhr
| Platz | Name                  | Nation      | Resultat (m) | 5,40 m | 5,50 m | 5,60 m | 5,65 m | 5,70 m | 5,75 m | 5,80 m | 5,85 m | 6,02 m |
| 1     | Renaud Lavillenie     | Frankreich  | 5,85         | –      | –      | xo     | –      | –      | xo     | o      | o      | xxx    |
| 2     | Maksym Masuryk        | Ukraine     | 5,80         | o      | xo     | xo     | –      | o      | o      | xo     | xxx    |        |
| 3     | Przemysław Czerwiński | Polen       | 5,75         | o      | –      | o      | –      | xx–    | o      | xx–    | x      |        |
| 4     | Giuseppe Gibilisco    | Italien     | 5,75         | –      | –      | o      | –      | –      | xo     | –      | xxx    |        |
| 5     | Damiel Dossévi        | Frankreich  | 5,70         | –      | –      | xxo    | –      | xo     | x–     | xx     |        |        |
| 6     | Fabian Schulze        | Deutschland | 5,70         | –      | o      | xxo    | –      | xxo    | x–     | xx     |        |        |
| 7     | Łukasz Michalski      | Polen       | 5,65         | –      | o      | –      | xo     | –      | x–     | xx     |        |        |
| 8     | Romain Mesnil         | Frankreich  | 5,60         | –      | –      | o      | –      | –      | xx–    | x      |        |        |
| 9     | Raphael Holzdeppe     | Deutschland | 5,60         | –      | xxo    | o      | –      | xxx    |        |        |        |        |
| 10    | Jan Kudlička          | Tschechien  | 5,60         | xo     | –      | xo     | xxx    |        |        |        |        |        |
| 11    | Mateusz Didenkow      | Polen       | 5,50         | xo     | xo     | x–     | xx     |        |        |        |        |        |
| NM    | Dmitri Starodubzew    | Russland    | ogV          |        |        |        |        |        |        |        |        |        |

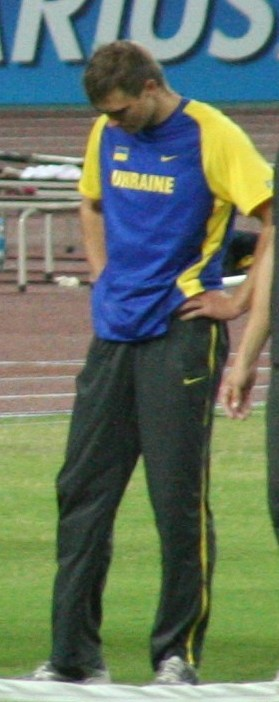
Nach Rang zwei bei den letztjährigen Weltmeisterschaften wurde Maksym Masuryk auch hier Zweiter
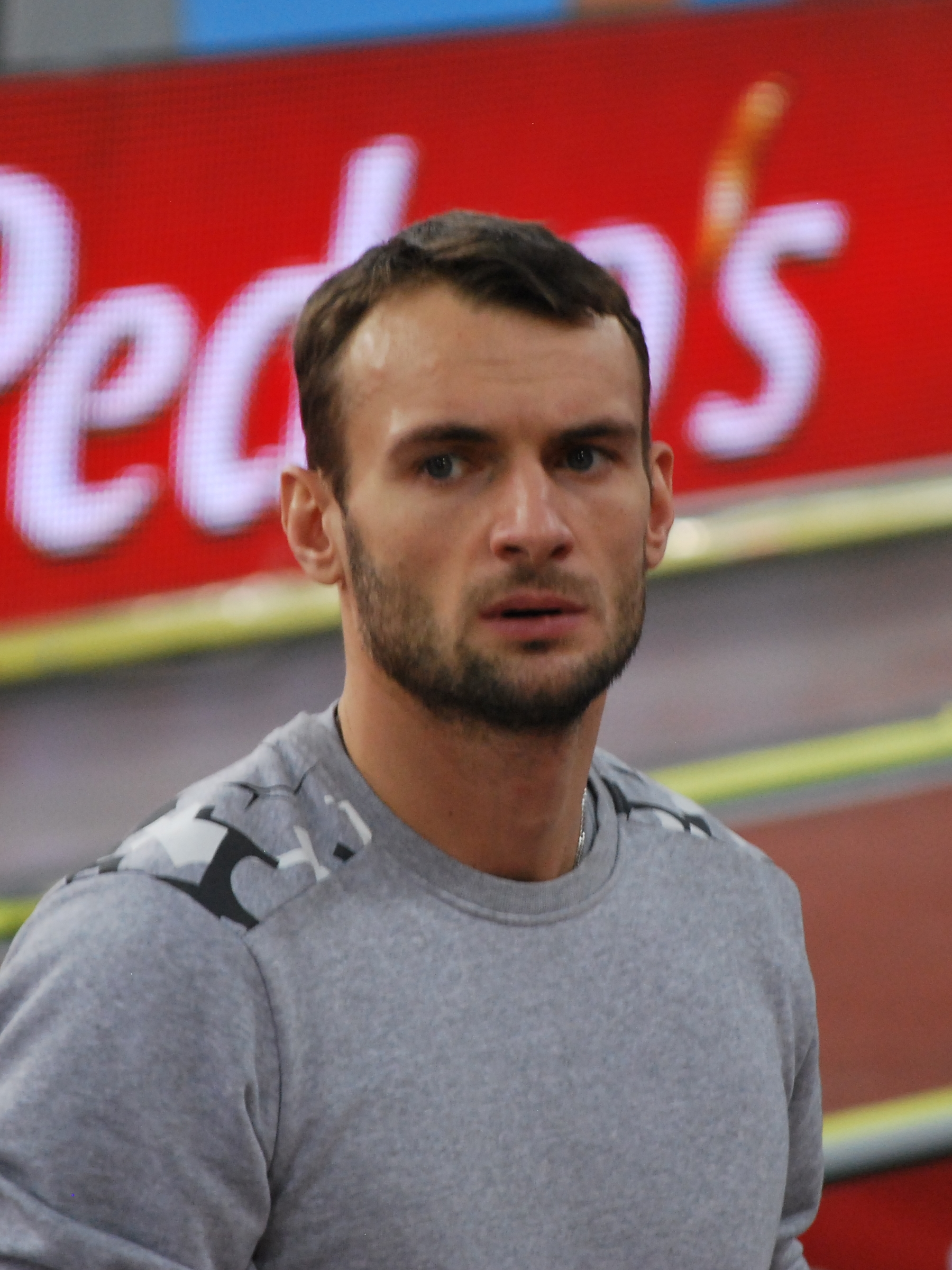
Nach WM-Bronze 2009 gab es für Przemysław Czerwiński hier ebenfalls die Bronzemedaille
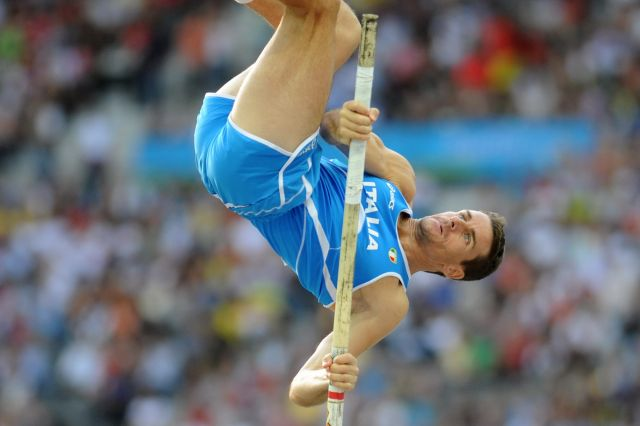
Giuseppe Gibilisco, 2003 Weltmeister und 2004 Olympiadritter, belegte Rang vier

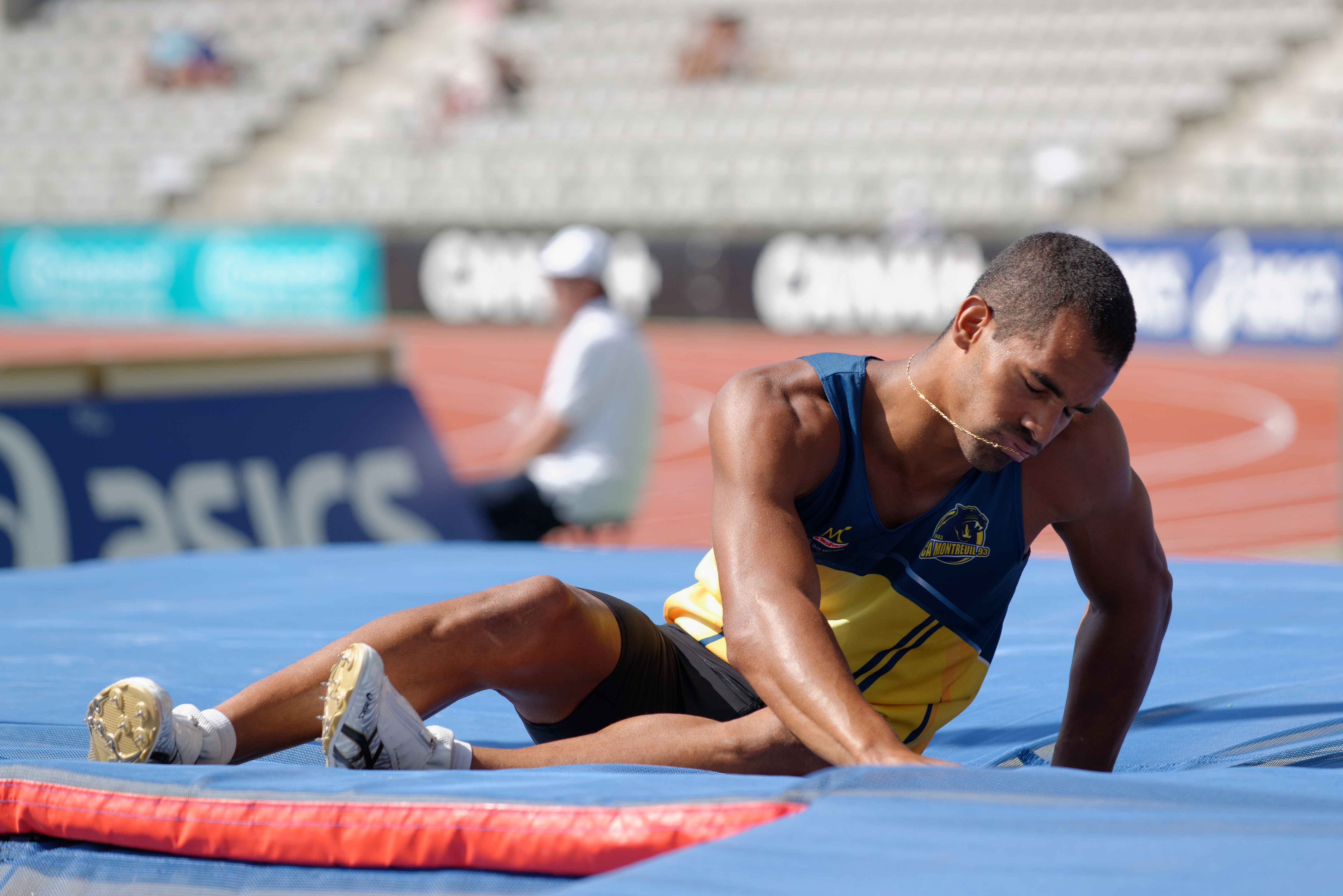
Der fünftplatzierte Damiel Dossévi
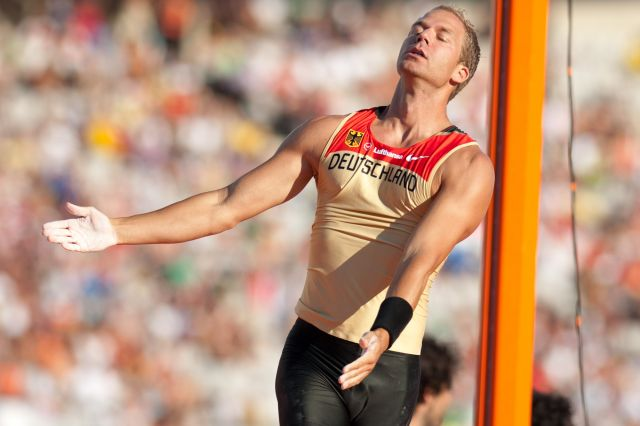
Fabian Schulze erreichte Platz sechs
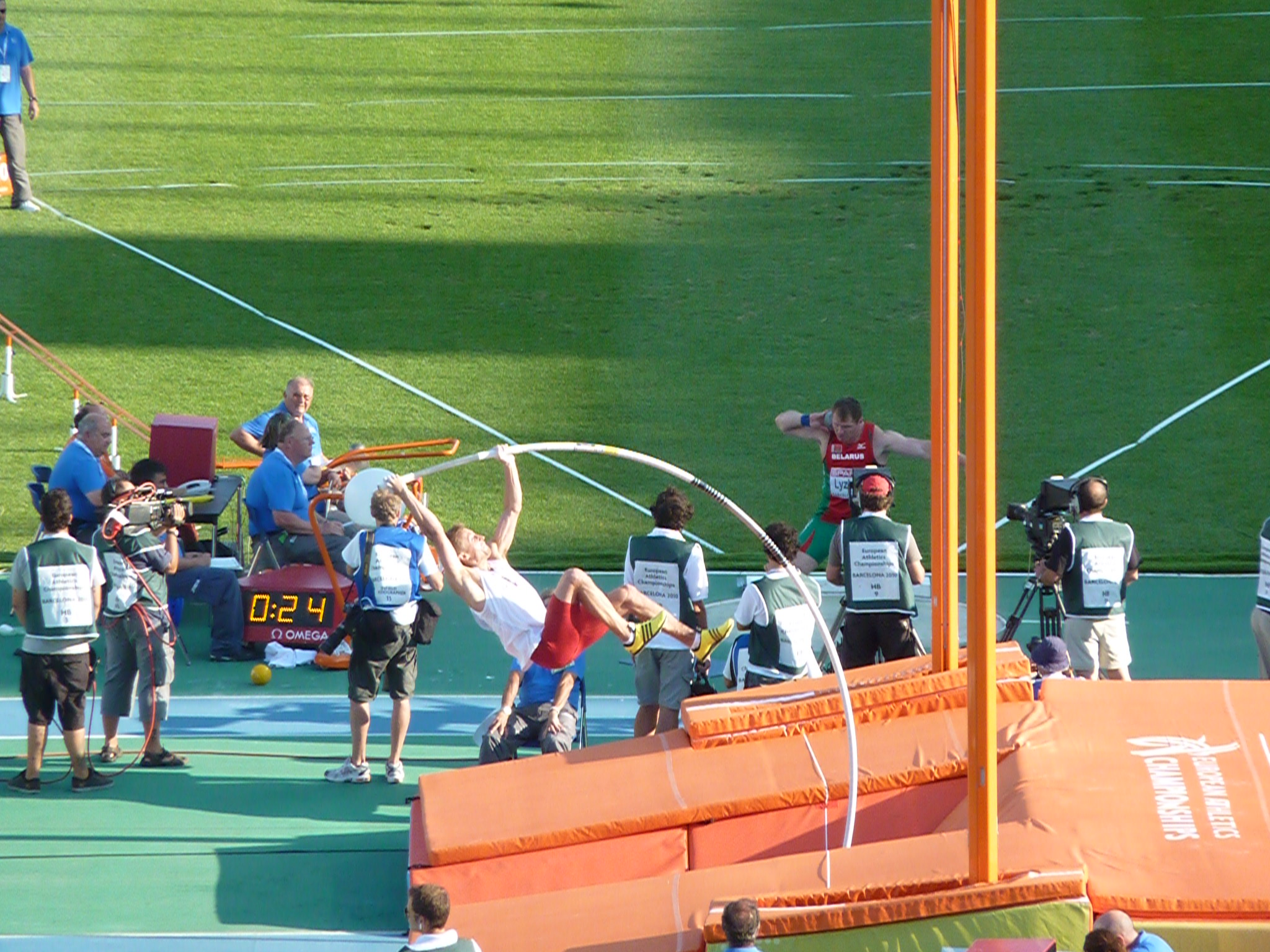
Łukasz Michalski kam auf den siebten Platz

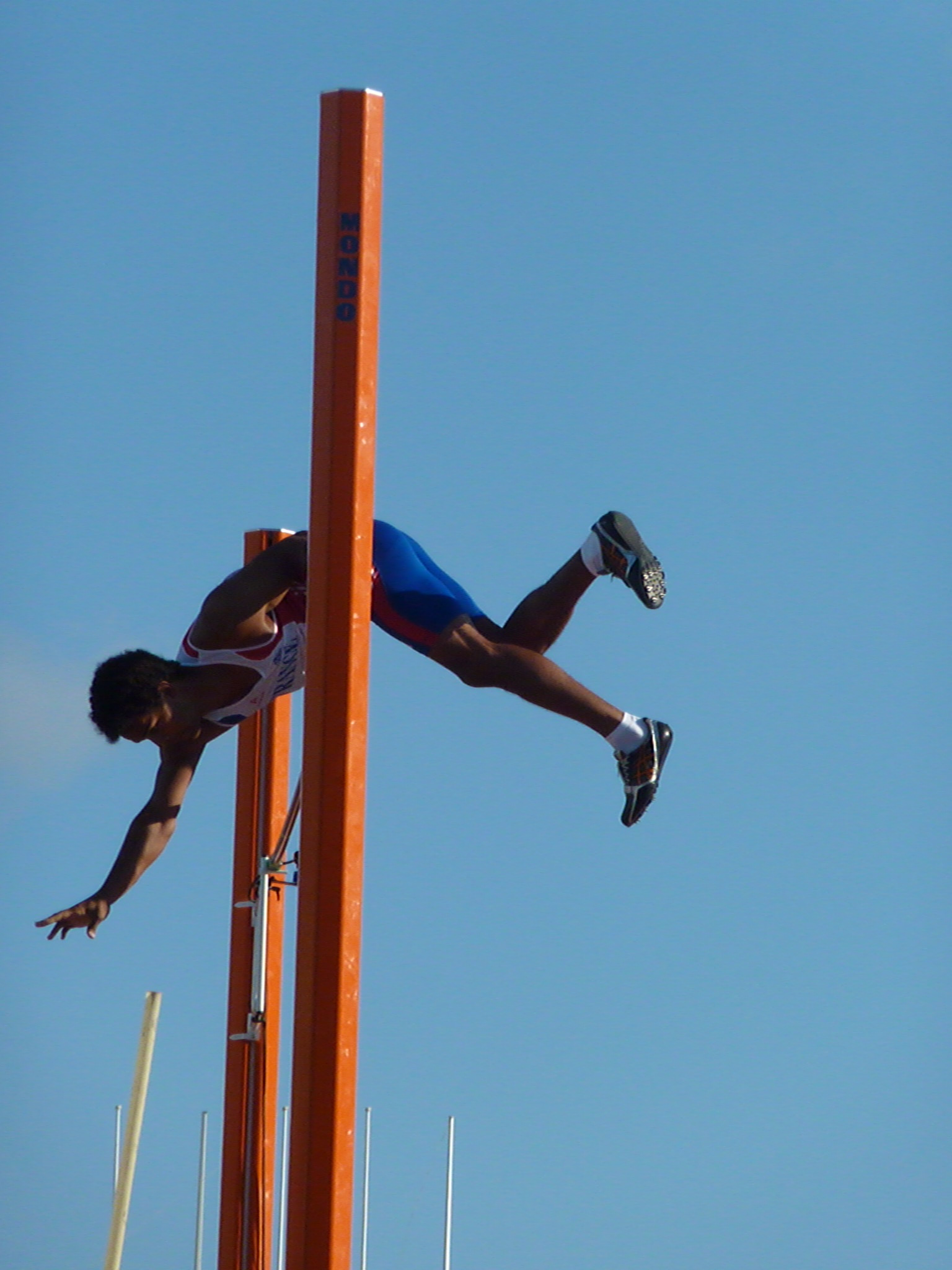
Romain Mesnil – Platz acht
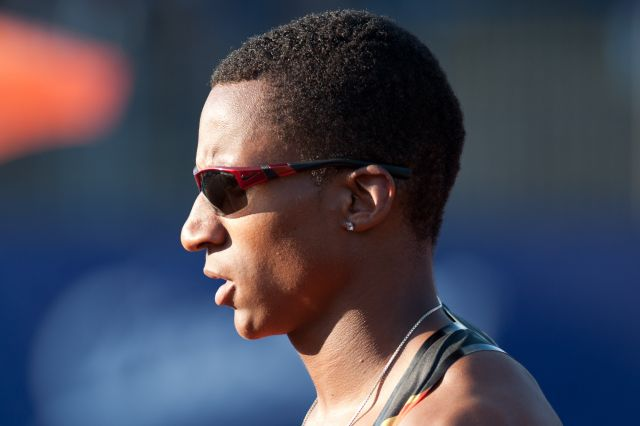
Der neuntplatzierte Raphael Holzdeppe hatte größere Erfolge noch vor sich
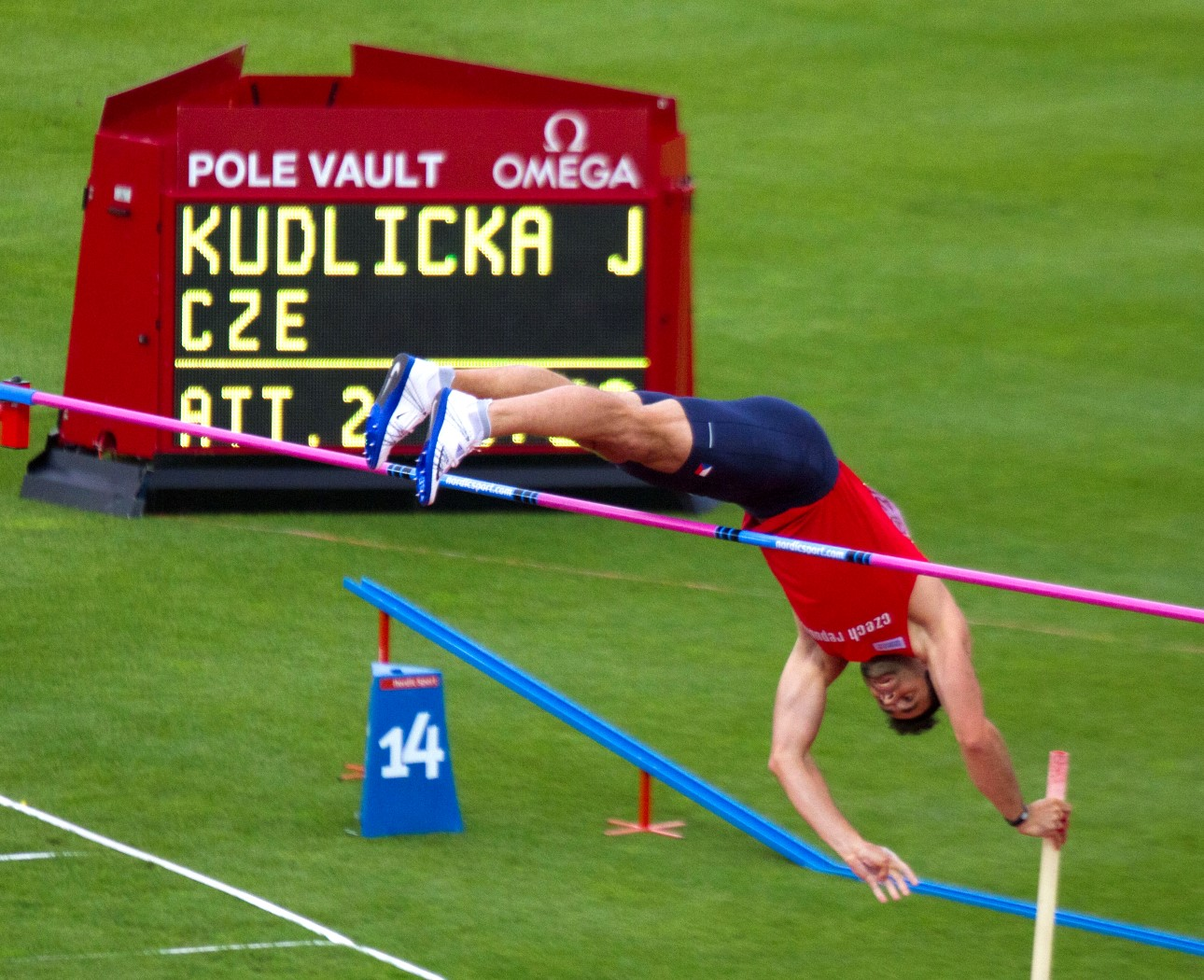
Jan Kudlička – Platz zehn

## Videolink
- Men's Pole Vault Final | Barcelona 2010, youtube.com, abgerufen am 17. Februar 2023